# Liban Abdi
Liban Abdi (Burao, 5 ottobre 1988) è un calciatore somalo naturalizzato norvegese, centrocampista del Brodd.

## Carriera

### Club
Dopo aver giocato, a livello giovanile, per Vålerenga e Skeid, Abdi fu messo sotto contratto dallo Sheffield United. Il 24 giugno 2008, passò in prestito agli ungheresi del Ferencváros, club satellite dello Sheffield United. Al primo anno, la formazione centrò la promozione nella Nemzeti Bajnokság I. Successivamente, il trasferimento diventò a titolo definitivo e Abdi trascorse complessivamente quattro anni in squadra. Il 30 giugno 2011 debuttò in Europa League, seppure nei turni preliminari: fu infatti titolare nella vittoria per 3-0 sull'Ulisses. Nella sfida di ritorno, fu autore di un gol e contribuì così al successo per 0-2.
Nell'estate 2012 Abdi fu voluto ai portoghesi dell'Olhanense dall'allenatore, Sérgio Conceição, che ne definì l'ingaggio. Il calciatore debuttò nella Primeira Liga il 17 agosto successivo, in occasione della vittoria per 2-1 sull'Estoril: la sua prestazione fu premiata, da diversi giornali, dalla nomina di uomo partita. Il 1º settembre arrivò la prima rete nella massima divisione portoghese, nella sconfitta per 3-1 contro il Porto. Nel mese di gennaio 2013 subì un infortunio all'inguine che lo tenne lontano dai campi per un mese.
Il 6 agosto 2013 l'Académica comunicò sul proprio sito l'ingaggio del calciatore, che si legò al club con un contratto biennale. Esordì in squadra il 2 settembre, schierato titolare nel pareggio per 1-1 sul campo dell'Estoril Praia.
Il 13 gennaio 2014 firmò un contratto con i turchi del Çaykur Rizespor, valido per i successivi quattro anni e mezzo. Debuttò in squadra il 25 gennaio, schierato titolare nella sconfitta per 3-1 sul campo del Gençlerbirliği. Il 14 febbraio arrivò la prima rete nella massima divisione locale, nella vittoria per 5-1 sul Gaziantepspor.
Il 15 giugno 2016 l'Haugesund ha reso noto sul proprio sito internet che Abdi si sarebbe aggregato in prova al resto della squadra. Il 30 giugno il giocatore ha firmato un contratto valido per il successivo anno e mezzo con questo club, esordendo in squadra il 16 luglio successivo, subentrando a Roy Miljeteig e trovando la rete del definitivo 4-1 sul Viking. Ha chiuso la stagione con 14 presenze e 2 reti, contribuendo così al 4º posto finale dell'Haugesund.
Alla scadenza del contratto che lo legava all'Haugesund fino al 31 dicembre 2017, Abdi è passato ai sauditi dell'Al-Ettifaq. Ad aprile 2018 è ritornato in Norvegia per giocare nella squadra riserve del Viking.
Il 1º aprile 2019 è stato reso noto il suo passaggio al Mjølner. Ad agosto dello stesso anno è passato al Brodd.

### Nazionale
Essendo in possesso del doppio passaporto, Abdi può essere convocato anche dalla Nazionale norvegese. A questo proposito, nel mese di agosto 2012, il commissario tecnico della selezione scandinava, Egil Olsen, ha dichiarato di essere interessato alle prestazioni del calciatore e di osservarlo tramite Wyscout, programma utilizzato dall'allenatore per monitorare le prestazioni dei giocatori norvegesi. Lo stesso Abdi, pochi giorni dopo, ha affermato di non aver mai vestito la maglia della Somalia e ha manifestato la volontà di rappresentare la Norvegia.

## Statistiche

### Presenze e reti nei club
Statistiche aggiornate al 17 agosto 2019.
| Stagione               | Club                   | Campionato             | Campionato | Campionato | Coppe nazionali | Coppe nazionali | Coppe nazionali | Coppe continentali | Coppe continentali | Coppe continentali | Supercoppe | Supercoppe | Supercoppe | Totale | Totale |
| Stagione               | Club                   | Comp                   | Pres       | Reti       | Comp            | Pres            | Reti            | Comp               | Pres               | Reti               | Comp       | Pres       | Reti       | Pres   | Reti   |
| ---------------------- | ---------------------- | ---------------------- | ---------- | ---------- | --------------- | --------------- | --------------- | ------------------ | ------------------ | ------------------ | ---------- | ---------- | ---------- | ------ | ------ |
| 2007-2008              | Sheffield United       | FLC                    | 0          | 0          | FA+LC           | 0               | 0               | -                  | -                  | -                  | -          | -          | -          | 0      | 0      |
| 2008-2009              | Ferencváros            | NB2                    | 7          | 2          | MK+LML          | ?               | ?               | -                  | -                  | -                  | -          | -          | -          | ?      | ?      |
| 2009-2010              | Ferencváros            | NB1                    | 10         | 1          | MK+LML          | ?               | ?               | -                  | -                  | -                  | -          | -          | -          | ?      | ?      |
| 2010-2011              | Ferencváros            | NB1                    | 17         | 1          | MK+LML          | 2+2             | 0+1             | -                  | -                  | -                  | -          | -          | -          | 21     | 2      |
| 2011-2012              | Ferencváros            | NB1                    | 12         | 1          | MK+LML          | 3+1             | 0               | UEL                | 4                  | 2                  | -          | -          | -          | 20     | 2      |
| Totale Ferencváros     | Totale Ferencváros     | Totale Ferencváros     | 46         | 5          |                 | ?               | ?               |                    | 4                  | 2                  |            | -          | -          | ?      | ?      |
| 2012-2013              | Olhanense              | PL                     | 16         | 4          | TP+CdL          | 1+2             | 1+0             | -                  | -                  | -                  | -          | -          | -          | 19     | 5      |
| 2013-gen. 2014         | Académica              | PL                     | 11         | 0          | TP+CdL          | 0               | 0               | -                  | -                  | -                  | -          | -          | -          | 11     | 0      |
| gen.-giu. 2014         | Çaykur Rizespor        | SL                     | 6          | 1          | CT              | -               | -               | -                  | -                  | -                  | -          | -          | -          | 6      | 1      |
| 2014-gen. 2015         | Çaykur Rizespor        | SL                     | 7          | 0          | CT              | 6               | 0               | -                  | -                  | -                  | -          | -          | -          | 13     | 0      |
| gen.-giu. 2015         | Levski Sofia           | A-PFG                  | 9          | 2          | CB              | 5               | 0               | -                  | -                  | -                  | -          | -          | -          | 14     | 2      |
| 2015-2016              | Çaykur Rizespor        | SL                     | 0          | 0          | CT              | 0               | 0               | -                  | -                  | -                  | -          | -          | -          | 0      | 0      |
| Totale Çaykur Rizespor | Totale Çaykur Rizespor | Totale Çaykur Rizespor | 13         | 1          |                 | 6               | 0               |                    | -                  | -                  |            | -          | -          | 19     | 1      |
| lug.-dic. 2016         | Haugesund              | ES                     | 14         | 2          | CN              | -               | -               | -                  | -                  | -                  | -          | -          | -          | 14     | 2      |
| 2017                   | Haugesund              | ES                     | 24         | 6          | CN              | 1               | 0               | UEL                | 4                  | 2                  | -          | -          | -          | 29     | 8      |
| Totale Haugesund       | Totale Haugesund       | Totale Haugesund       | 38         | 8          |                 | 1               | 0               |                    | 4                  | 2                  |            | -          | -          | 43     | 10     |
| gen.-apr. 2018         | Al-Ettifaq             | SPL                    | 12         | 2          | CCPS            | 1               | 0               | -                  | -                  | -                  | -          | -          | -          | 13     | 2      |
| 2018                   | Viking 2               | 3D                     | 24         | 9          | -               | -               | -               | -                  | -                  | -                  | -          | -          | -          | 24     | 9      |
| apr.-ago. 2019         | Mjølner                | 2D                     | 9          | 0          | CN              | 1               | 0               | -                  | -                  | -                  | -          | -          | -          | 10     | 0      |
| ago.-dic. 2019         | Brodd                  | 3D                     | 1          | 0          | CN              | -               | -               | -                  | -                  | -                  | -          | -          | -          | 1      | 0      |
| Totale                 | Totale                 | Totale                 | 191        | 33         |                 | ?               | ?               |                    | 8                  | 4                  |            | -          | -          | 199+   | 37+    |

## Palmarès

### Club

#### Competizioni nazionali
- Nemzeti Bajnokság II: 1

Ferencvaros: 2008-2009